# Club de Deportes Hrvatski Sokol
Športski klub Hrvatski sokol (španj. Club de Deportes Hrvatski Sokol) je hrvatsko športsko društvo iz grada Antofagaste u Čileu.
Utemeljili su ga hrvatski iseljenici 1. prosinca 1927. Prvi predsjednik je bio Juan Goic. Ostala značajnija imena u osnivanju ovog športskog društva su bili: Pedro Stancic, Vlade Vlahovic, Domingo Vlahovic, Gregorio Vlastelica, Jacinto Tomicic, Antonio Bocic, Pedro Glasinovic, Vladimiro Glasinovic, Simon Ivanovic, Cosme Restovic, Eduardo Kegevic, Jorge Sarovic, Mateo Karzulovic, Nicolas Zuvic, Pablo Tomicic, Pedro Karzulovic i Celestino Eterovic.
Od svog osnutka, klub je njegovao više športova, iako je košarka bila glavna klupska športska disciplina.
1947. godine, dok je predsjednik kluba bio Juan Agnic, klub je stekao dodatnih 5000 m2 kako bi izgradio vlastiti stadion. Zahvaljujući prilozima i donacijom 6000 vreća cementa druga Tita, 1966. godine otvoren je stadion za 7000 gledatelja.
Klub je dao i čilske reprezentativce, od kojih su neki sudjelovali na OI, kao što je Maximiliano Garafulic. 